# Serra de Sant Pau
|  | No s'ha de confondre amb Muntanya de Sant Pau. |

La Serra de Sant Pau és una serra repartida entre els municipis de Cabassers i de la Figuera a la comarca del Priorat, amb una elevació màxima de 632 msnm.